# Bulevar du Temple

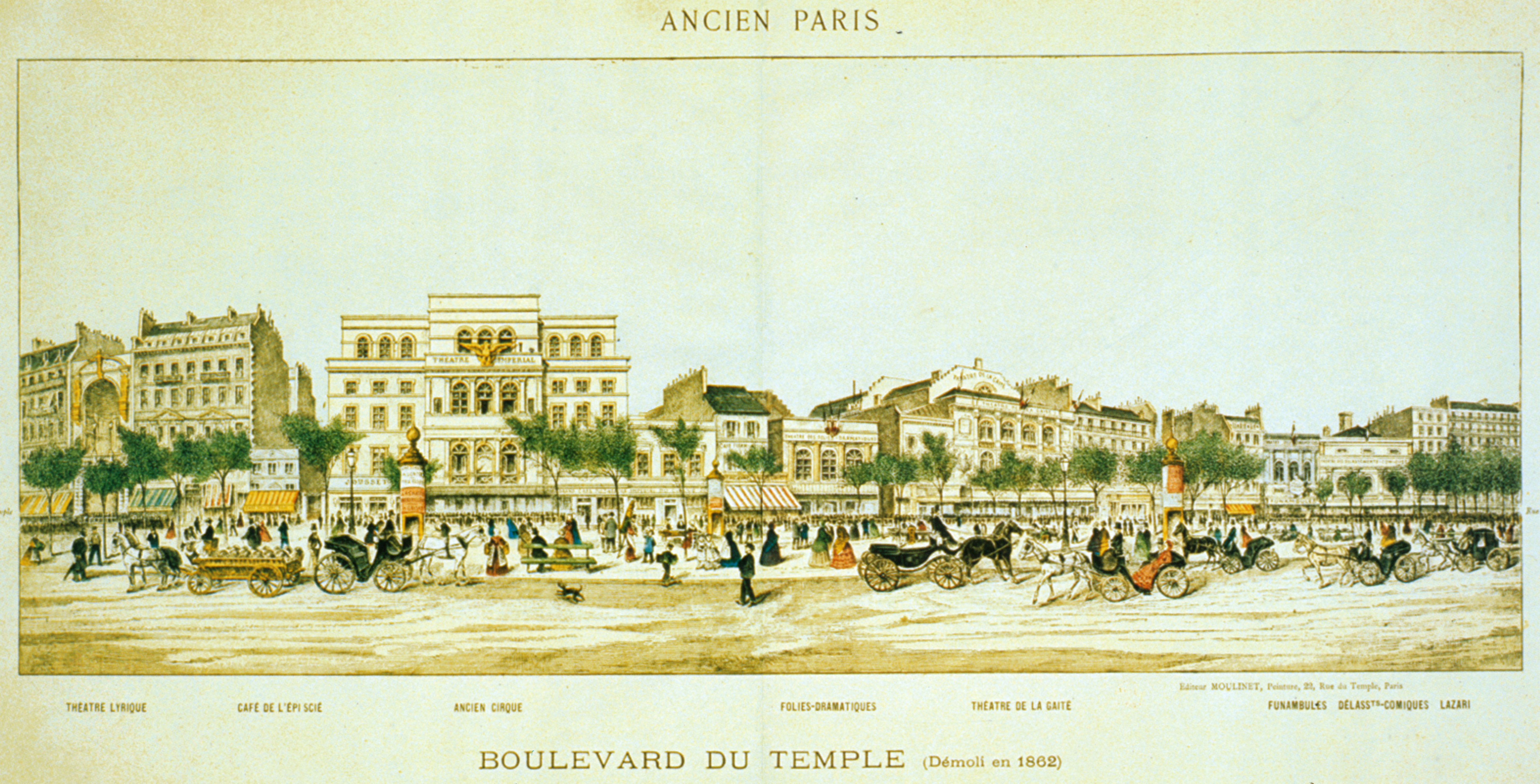
Ilustración sobre el Bulevar du temple

El Bulevar du Temple, anteriormente llamado «Bulevar del Crimen» (en francés: Boulevard du crime), es una carretera que se encuentra dentro de París que separa el 3r distrito del 11.º La carretera va desde la plaza de la República hasta la Plaza Pasdeloup. El nombre del bulevar se refiere a la proximidad que había con el edificio de la Orden del Templo. 

## Historia

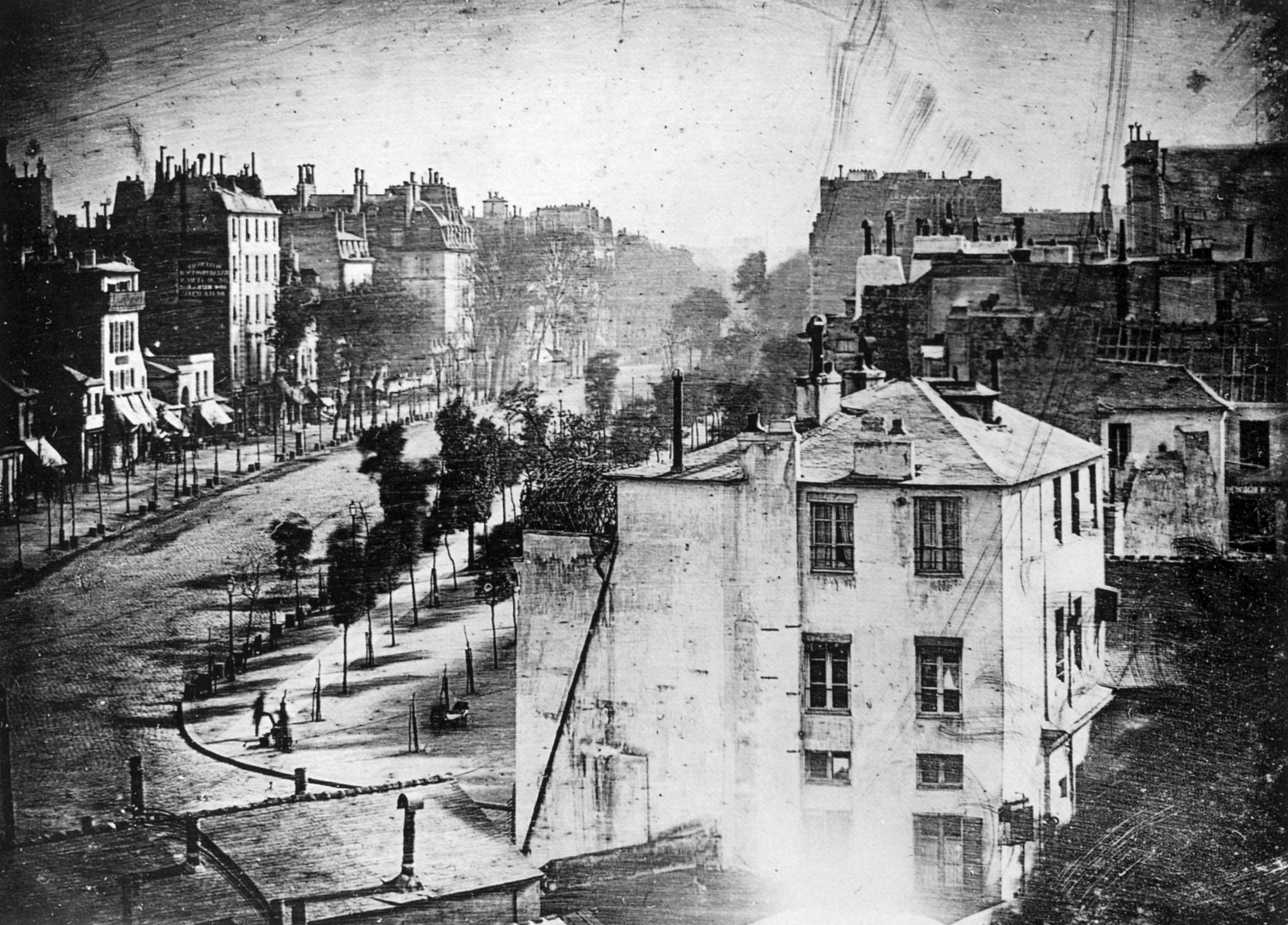
Louis Daguerre realizó la primera fotografía donde observamos figuras humanas en el Bulevar du Temple (1838)

El Bulevar du temple, sigue el camino de pared que rodea la ciudad. Fue construido por Charles V  y derrocado por Louis XIV. El bulevar incorporó la hilera de árboles entre 1656 y 1705.
Fue considerado un lugar muy popular desde la época de Louis XVI (1774–1792) hasta la Monarquía de julio del 1830. Era considerado un lugar de mucha vida social, para encontrarse con los amigos y andar tranquilamente. Debido a la fuerte popularidad, se instalaron muchas cafeterías y teatros, los cuales anteriormente estaban localizados en el barrio Santo-Laurent y Saint-Germain.
Louis Daguerre en 1838 elaboró una fotografía de esta calle con ayuda del diorama. La imagen es uno de los primeros daguerrotipos (inventado en 1837). Es conocida por ser la primera fotografía que muestra a dos personas.
Daguerre simplificó la forma de elaborar fotografías respecto a las elaboradas con anterioridad, como la Vista desde la ventana a Le Graso, el 1826, elaborada por Nicéphore Niépce. Daguerre elaboró la fotografía con quince minutos; en cambio, Niépce la elaboró con ocho horas; por eso no encontramos sombras en la fotografía de Niépce. Sin embargo, Daguerre innovó, puesto que fotografió a las primeras personas. Se trata de un limpiabotas y su cliente, los cuales estuvieron quietos durante quince minutos para salir con claridad en la fotografía.
- Datos: Q1851236
- Multimedia: Boulevard du Temple (Paris) / Q1851236